# 평화로 (파주시)
평화로(Pyeonghwa-ro)는 경기도 파주시 탄현면성동나들목에서 파주시 금촌동금촌로터리를 잇는 도로이다.

## 주요경유지
경기도
- 파주시 (탄현면 - 금촌동)

## 노선
| 이름                 | 접속 노선                          | 소재지 | 소재지                  | 비고 |
| -------------------- | ---------------------------------- | ------ | ----------------------- | ---- |
| 성동나들목           | 국도 제77호선 (자유로)             | 파주시 | 탄현면                  |      |
| 성동사거리           | 헤이리로 필승로                    | 파주시 | 탄현면                  |      |
| 헤이리사거리         | 얼음실로 필승로                    | 파주시 | 탄현면                  |      |
| 통일촌사거리         | 법흥로                             | 파주시 | 탄현면                  |      |
| 법흥삼거리           | 국원말길                           | 파주시 | 탄현면                  |      |
| 도레미미디어삼거리   | 가시내길                           | 파주시 | 탄현면                  |      |
| 장릉삼거리           | 장릉로                             | 파주시 | 탄현면                  |      |
| 갈현삼거리           | 갈현로                             | 파주시 | 탄현면                  |      |
| 갈현교차로           | 지방도 제359호선 (방촌로) (남북로) | 파주시 | 탄현면                  |      |
| 갈현1교              |                                    | 파주시 | 탄현면                  |      |
|                      | 금촌동                             | 파주시 |                         |      |
| 맥금교               |                                    | 파주시 |                         |      |
| 맥금동버스종점교차로 | 금물다리길                         | 파주시 |                         |      |
| 검산삼거리           | 검산로                             | 파주시 |                         |      |
| 풀무골삼거리         | 풀무골로                           | 파주시 |                         |      |
| 문산제일고삼거리     | 지방도 제363호선 (금율로)          | 파주시 | 지방도 제363호선과 중복 |      |
| 삼교교               |                                    | 파주시 | 지방도 제363호선과 중복 |      |
| 금촌사거리           | 지방도 제359호선 (경의로)          | 파주시 | 지방도 제363호선과 중복 |      |
| 순달교               |                                    | 파주시 |                         |      |
| (이름없음)           | 새꽃로                             | 파주시 |                         |      |
| 금촌로터리           | 번영로                             | 파주시 |                         |      |

## 주요 건물및 시설
- SK텔레콤 금촌멀티대리점 본점 (평화로 1/금촌동 945-8)
- 현대자동차 파주중앙지점 (평화로 2/금촌동 946-17)
- 쌍용자동차 파주판매대리점 (평화로 12/금촌동 307-42)
- CU 금촌소망점 (평화로 25/금촌동 937-26)
- 타이어뱅크 금촌점 (평화로 100/금촌동 374-13)
- 농협 파주연천축협 하나로마트 (평화로 110/금촌동 437-4)
- 금촌체육공원 (평화로 120/금촌동 378)
- 티스테이션 금촌점 (평화로 126/금촌동 445-1)
- SK에너지 파주태권브이주유소 (평화로 128/금촌동 446-6)
- 문산중학교 (평화로 190/야동동 361)
- 문산제일고등학교 (평화로 190/야동동 산 38-2)
- 농협 금촌농협 주유소 (평화로 240/야동동 816)
- GS칼텍스 은봉주유소 (평화로 260/야동동 622-8)
- 파리바게트 파주야동점 (평화로 274/야동동 589-5)
- 이마트24 파주성원포레점 (평화로 306/검산동 130-8)
- GS25 검산점 (평화로 346/검산동 279-1)
- GS칼텍스 오신개발 직영 오두산주유소 (평화로 522/맥금동 348-5)
- SK에너지 평화로주유소 (평화로 638/법흥리 169-7)
- GS칼텍스 사랑셀프주유소 (평화로 657/갈현리 857-7)
- SK에너지 통일주유소 (평화로 731/법흥리 476-1)
- HD현대오일뱅크 헤이리주유소 (평화로 809/법흥리 1670)